# Exechia nitidicollis
Exechia nitidicollis är en tvåvingeart som beskrevs av Lundstrom 1913. Exechia nitidicollis ingår i släktet Exechia och familjen svampmyggor. Arten är reproducerande i Sverige. Inga underarter finns listade i Catalogue of Life.